# Cincinnati Red
Cincinnati Red (nascido em Athens, Georgia), é um semi-retirado lutador de wrestling profissional estadunidense. Ele atualmente trabalha para a Empire Wrestling Federation onde é lutador e booker.